# Henry Jones (giocatore di football americano)
Henry Louis Jones (St. Louis, 29 dicembre 1967) è un ex giocatore di football americano statunitense che ha militato nel ruolo di safety nella National Football League (NFL). Al college giocò a football all'Università dell'Illinois - Urbana-Champaign

## Carriera professionistica
Jones fu scelto come 26º assoluto nel Draft NFL 1991 dai Buffalo Bills. Nella sua seconda stagione guidò la NFL con 8 intercetti a pari merito con Audray McMillian dei Minnesota Vikings, venendo convocato per il Pro Bowl e inserito nel First-team All-Pro. Giocò coi Bills per dieci stagioni, raggiungendo tre Super Bowl consecutivi nelle sue prime tre annate, ma perdendoli tutti. Passò le ultime due stagioni della carriera con i Vikings (2001) e gli Atlanta Falcons (2002).

## Palmarès

### Franchigia
- American Football Conference Championship: 3

Buffalo Bills: 1991, 1992, 1993

### Individuale
- Convocazioni al Pro Bowl: 1

1992
- First-team All-Pro: 1

1992
- Leader della NFL in intercetti: 1

1992
- Formazione ideale del 50º anniversario dei Buffalo Bills

## Statistiche
| Intercetti | 18 |